# イヴァン・ロスチスラヴィチ
イヴァン・ロスチスラヴィチ（ベルラドニク）（ロシア語: Иван Ростиславич (Берладник)、? - 1162年）は12世紀のルーシの諸公の1人であり、ヴォロダリ・ロスチスラヴィチもしくはヴァシリコ・ロスチスラヴィチの孫にあたると考えられている。通称のベルラドニクは、モルダヴィアの都市・ベルラド（現ルーマニア・Bârlad(en)）に由来する。12世紀のベルラドは、公や人々の避難所となっており、イヴァンは1144年にガーリチで敗北した後にベルラドへ行き、支持者を集めた（参照：ベルラドニキ）。ズヴェニゴロド公：1128年 - 1144年、ガーリチ公：1144年。

## 生涯
ウラジーミルとの闘争
1144年までイヴァンはズヴェニゴロドを所領としていた。1144年のある日、ガーリチ公ウラジーミルはかなりの長期にわたる狩猟に出かけた。ウラジーミルに不満を持つガーリチの人々は、この不在を利用してウラジーミルの公位を転覆することを決め、イヴァンにガーリチを取得するよう求めた。功名心に燃えるイヴァンは即座にガーリチを占領し、ガーリチ公の座に就いた。一方、これを察知したウラジーミルは、大規模な軍勢と共にガーリチの城壁の下に現れた。ガーリチは堅固な包囲網の中、ウラジーミルのドルジーナ隊の攻撃に耐え、また出撃によって多大な被害を与えた。しかしイヴァンはとある出撃の際に都市への退路を断たれた。血路を開いて脱出したものの、それは公国の放棄を余儀なくするものとなった。その後イヴァンはドナウ川流域の都市ベルラドへと向かった。
傭兵生活
イヴァンは1146年には、チェルニゴフ公スヴャトスラフの軍に所属していたことが判明している。それを皮切りに、自身のドルジーナ隊を引き連れ、公から公へと渡り歩く放浪生活が始まった。たとえば、スヴャトスラフによるイジャスラフへの攻撃に加わり、その後にスモレンスク公ロスチスラフに仕えた。1149年にはスーズダリ公ユーリーの揮下にあり、はるか北方のノヴゴロド勢力圏(ru)内の貢納者を攻めている。このように、イヴァンは仕える公のため、また自身の領土獲得のために戦った。しかし15年以上に及ぶその生活は、成果をあげるとこなく終わった。
ヤロスラフとの闘争
1156年、ユーリー（上記のユーリー）は義理の息子であり、ガーリチ公ウラジーミル（上記のウラジーミル）の実子であるヤロスラフの請願を受け、イヴァンの身柄をヤロスラフに引き渡すことに同意した。イヴァンは拘束されキエフに送られたが、キエフ市民や高位の僧侶階級の人々がイヴァンの庇護に名乗り出て、ヤロラフへの引渡しを中止させる術を画策しはじめた。ユーリーは再びイヴァンをスーズダリに送り返させたが、その途上でチェルニゴフ公イジャスラフが一行を襲撃し、ユーリーの召使いらを追い払うと、イヴァンをチェルニゴフへといざなった。これは1157年のことである。おそらく、イジャスラフはイヴァンに対し、ガーリチのヤロスラフの野心に対する防壁の役目を求めており、これまでのどの公たちよりもイヴァンを庇護した。イジャスラフは、多くのルーシやポーランドの公、さらにはハンガリー王の使者が来た際にも、イヴァンの引渡しに応じなかった。しかし、まさに自分の間近に危険が迫っているという考えにとらわれたイヴァンは、1158年にポロヴェツ族のステップへと逃れた。そしてイヴァンはポロヴェツ族と共に、まずはドナウ川のガーリチ公国の船を襲い、次いでヤロスラフに攻撃を仕掛けた。しかし1159年のウシチツァの包囲中に、ポロヴェツ族の大部分がイヴァンを見限って去ったため、残った部隊を率いてキエフのイジャスラフ（上記のイジャスラフ。このときキエフ大公。）のもとへと身を寄せた。イジャスラフはイヴァンを迎え入れた。また、イヴァンのために、ヤロスラフに対してテレボヴリの分割を求めたが、1161年にヤロスラフの引き起こした戦いの最中に死亡した。
死
その後、唯一の庇護者を失ったイヴァンはルーシの地を離れた。伝承によれば、1162年にテッサロニキで毒殺されたという。後には息子のロスチスラフが残された。